# جويس هيل
جويس هيل (بالإنجليزية: Joyce Hill)‏ هي لاعبة كرة قاعدة أمريكية، ولدت في 29 ديسمبر 1925 في كينوشا في الولايات المتحدة.